# Maira superba
Maira superba är en tvåvingeart som beskrevs av Meijere 1913. Maira superba ingår i släktet Maira och familjen rovflugor. Inga underarter finns listade i Catalogue of Life.